# Takeuchi Minoru
Takeuchi Minoru (geboren am 12. Juni 1923 in Zhangdian, Shandong, China; gestorben am 30. Juli 2013 in Kyōto) war ein japanischer Gelehrter für chinesische Literatur und chinesische Gesellschaft. Er war Ehrenprofessor an der Universität Kyōto und ehemaliger Professor an der Ritsumeikan-Universität.
Er leistete seinen Militärdienst in Japan. Nach dem Krieg studierte er chinesische Literatur an der Kunstfakultät der Universität Kyōto und anschließend an der Universität Tokio.
Er war einer der Hauptvertreter der China-Forschung in Japan. In seinen Forschungen wandte er sich der chinesischen Literatur, dem chinesischen Denken und der chinesischen Geschichte zu.
1992 war er einer der Preisträger des Fukuoka-Preises (Akademischer Preis).
Takeuchi war der Herausgeber eines umfangreichen Sammelwerkes der Schriften Mao Zedongs – dem er 1960 persönlich begegnete – mit dem (chinesischen) Titel Mao Zedong ji.